# 홍천 괘석리 삼층석탑
홍천 괘석리 삼층석탑((洪川 掛石里 三層石塔)은 대한민국 강원특별자치도 홍천군 두촌면 괘석리에 있는 고려시대의 삼층석탑이다. 1984년 6월 2일 강원특별자치도의 문화재자료 제12호로 지정되었다.

## 개요
1층 기단(基壇) 위에 3층의 탑신(塔身)을 올린 석탑이다.
탑신부는 1층 몸돌만 한 돌로 되어있고 그 위는 1층 지붕돌과 2층 몸돌, 2층 지붕돌과 3층 몸돌, 3층 지붕돌과 꼭대기의 머리장식 받침돌이 각각 한돌로 이루어져 있다. 1층 몸돌에는 모서리마다 기둥 모양을 새겨 놓았고, 두꺼운 지붕돌은 밑면에 3단씩의 받침을 두었다.
고려시대 중기 이후의 석탑양식을 보여주는 탑이다. 고려 때 수타사(壽陀寺)에서 세웠다고 전하고 있으며, 관(官)에서 탑을 옮기려 하다 호랑이가 나타나 길을 막는 바람에 옮기지 못하였다는 전설이 내려오고 있다.

## 참고 자료
- 홍천 괘석리 삼층석탑 - 국가유산청 국가유산포털